# بي. إل. شو
بي. إل. شو (بالإنجليزية: B. L. Shaw) هو سياسي أمريكي، ولد في 6 سبتمبر 1933، وتوفي في 18 يناير 2018. حزبياً، نشط في الحزب الجمهوري. وقد انتخب عضو مجلس ولاية لويزيانا وانتخب عضو مجلس نواب لويزيانا.